# Östenssons livs
Östenssons Livs Aktiebolag är en svensk östgötsk matvarukedja med 9 butiker i Motala, Vadstena, Borensberg, Skänninge, Linköping och Norrköping. Östenssons har eget kök som är beläget i Motala. Östenssons startades 1963 i Motala av Gösta och Marianne Östensson. Är 2001 tog dottern Karina Lindblad och hennes make Håkan över företaget. Karina och Håkan är även föräldrar till bland andra Hanna Lindblad, musikalartist.
Sedan den 1 september 2019 är Östenssons en fristående handlare inom Hemköp. I samband med detta bytte Östenssons leverantör från Bergendahls till Axfood.